# Riddar Blåskäggs borg

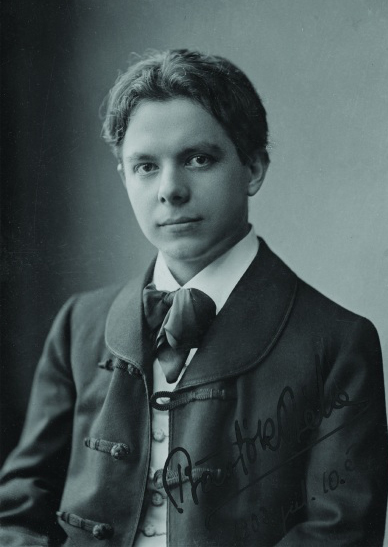
Béla Bartók 1903

Riddar Blåskäggs borg (ungerska: A Kékszakállú herceg vára) från  1911 är en ungersk opera i en akt med musik av Béla Bartók. Librettot är skrivet av Béla Balázs efter Charles Perraults version av sagan om riddar Blåskägg.

## Historia
Riddar Blåskäggs borg är en enaktsopera och en av 1900-talets mest betydelsefulla ungerska operor. Bartók komponerade Riddar Blåskäggs borg mellan mars och september 1911 som ett bidrag till en ungersk operatävling, men verket refuserades av juryn. Stycket ansågs länge vara ospelbart, men uruppfördes den 24 maj 1918 på Budapestoperan under ledning av dirigenten Egisto Tango. Efter urpremiären tillät inte den reaktionära ungerska regimen att den socialistiske Béla Balázs namn nämndes på affischen. Bartók fann sig inte i detta och därför blev det inte några framföranden av verket i Ungern på nästan 20 år.
I Sverige uppfördes operan första gången 1953 i radio med Bernhard Sönnerstedt som riddar Blåskägg och Birgit Nilsson som Judith. Orkestern leddes av dirigenten Ferenc Fricsay och texten var en tysk översättning av Wilhelm Ziegler. År 1958 gjordes en nyöversättning av Börje Lindell och en ny radioversion i Åke Falcks regi med Kim Borg och Aase Nordmo-Lövberg i rollerna. 
Från Berwaldhallen sände Sveriges Radio i november 2012 ännu en version av operan.
Svensk scenpremiär hade operan på Kulturhuset i Stockholm 1981 och den gavs även i en tv-version i Sveriges Television 1987. Med premiär den 4 februari 2012 spelades stycket i en översättning av Ola Beskow på Stockholmsoperan i regi av Mathias Clason och med Gregor Bühl som orkesterledare. Rollerna Riddar Blåskägg och Judith spelades av Terje Stensvold och Paulina Pfeiffer.

## Om operan

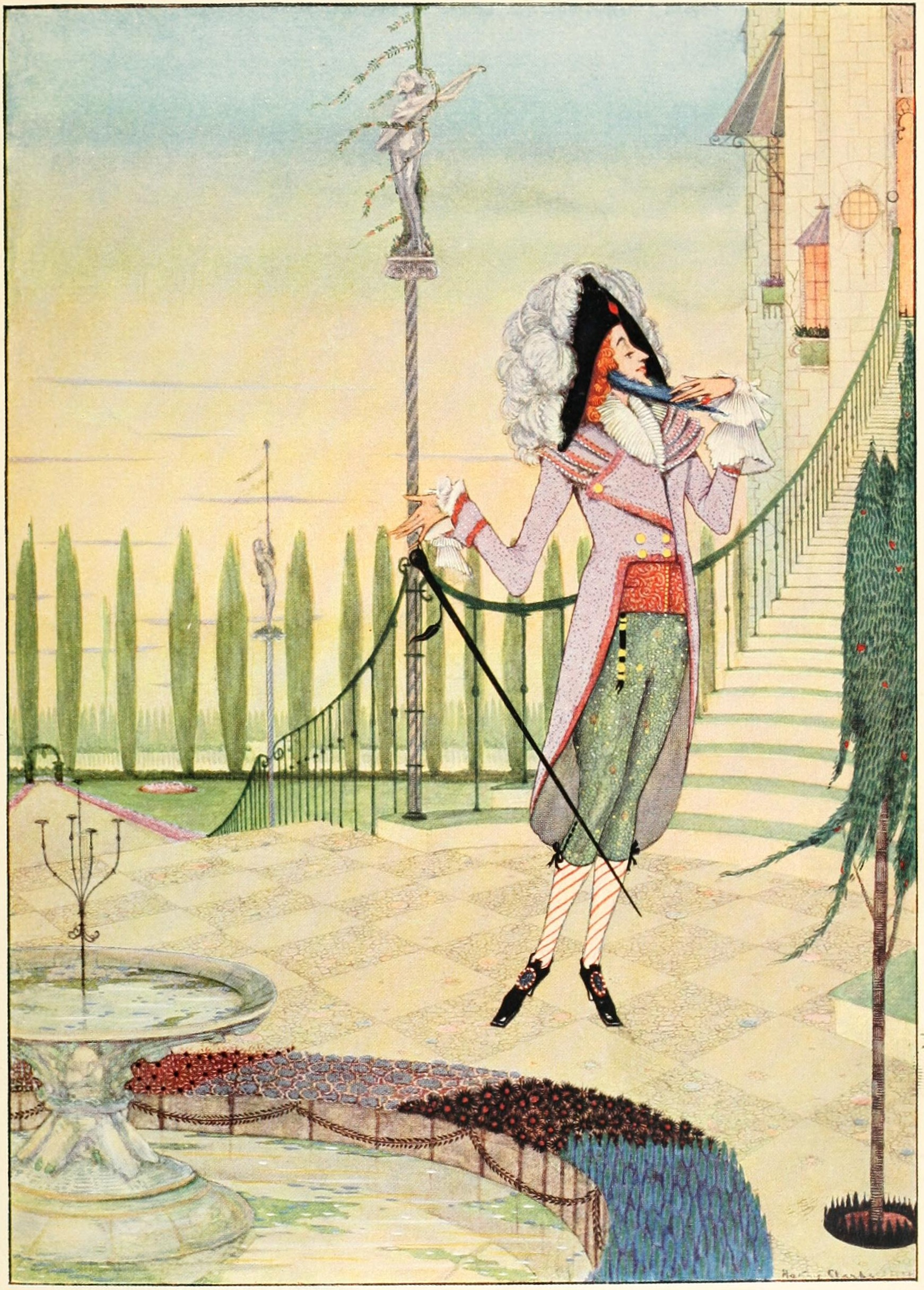
Illustration av Harry Clark från 1922 till Charles Perraults sagor.

Béla Balázs symboltyngda text, i formen och idiomet av en folkballad, drev inte Bartók i riktning mot en romantisk opera, utan lät honom söka efter symfoniskt präglade strukturer. Operan börjar och slutar i fiss-moll, med en melodi som dels erinrar om den dunkla skogen i Debussys opera Pelléas och Mélisande (dess inflytande blev avgörande), men som också är komponerad i ungersk folkvisestil. Den tonala motpolen, C-Dur, dyker upp när den femte dörren öppnas, då ljuset tränger in i den dystra borgen. Storslagna ackord och orgelklanger ger musikaliskt eftertryck. Fram till den femte dörren ljusnar det inre, för att efter detta kulminationsögonblick åter förmörkas.
Béla Balázs kallade sin text för en "ballad om det inre livet". Bartók inspirerades under komponerandet av en stor, obesvarad romantisk kärlek, men också av förra sekelskiftets litterära och filosofiska tankegångar samt av den ungerska folklorens arkaiska innehåll, där de inre och yttre bilderna ständigt griper in i varandra. I likhet med Blåskägg försökte Bartók själv avskärma sitt inre från omvärlden och skapa en isolerad "borg", dit inte ens de närstående fick tillträde, inte ens hans båda hustrur. 
Det finns en textmässig allusion på Richard Wagners Lohengrin: "Du skall ej ställa frågor", säger Lohengrin till Elsa, medan Blåskägg ber Judith: "Gå, och se, men fråga aldrig. Skåda allt, men fråga aldrig." Operan slutar så som den har börjat: i mörker. Som kvinna respektive man förkroppsligar Judith och Blåskägg motpolerna för två motsatta principer, som enligt Bartóks pessimistiska syn inte kan bringas i samklang. Detta återspeglas även i deras respektive roller: I mörkret är Blåskägg passiv och orörlig, medan Judith är dynamisk och aktiv. Men vid den femte dörren blir hon blind och döv inför mansrikets strålande ljusprakt.

## Personer
- Riddar Blåskägg (basstämma eller basbaryton)
- Judith (sopran eller mezzosopran)
- Blåskäggs tidigare hustrur (stumma roller).

## Handling
Judith följer Riddar Blåskägg till hans borg. Hon är hans fjärde hustru. För honom har hon brutit upp från sin trolovade och sina föräldrar. Hon ämnar lysa upp den mörka borgen med sin kärlek. Hon kräver, att Blåskägg ska ge henne nycklarna till de sju låsta dörrarna inne i borgen, något han gör: han överlämnar dem en efter en trots en ökande motvilja. Bakom de två första upptäcker Judith en tortyrkammare respektive ett vapenförråd. Det ljusnar i borgen. Bakom de följande dörrarna döljer sig en skattkammare, en trädgård och Blåskäggs hela rike. Sedan dessa dörrar ställts på vid gavel är borgen helt ljus, men bakom varje dörr är detaljerna blodsbesudlade. Blåskägg varnar Judith inför de båda sista dörrarna, men nyfikenheten driver henne att öppna även dem. En sjö av tårar uppenbarar sig bakom den näst sista dörren. Ut genom den sista dörren träder Riddar Blåskäggs tre tidigare hustrur. Var och en förkroppsligar dygnets tider: morgonen, dagen och aftonen. Judith tvingas fullborda kvartetten som natten varefter hon tillsammans med de andra fruarna stängs in bakom den sjunde dörren. Därefter sänker sig mörkret åter över riddarborgens inre.